# Los Angeles Lakers
Los Angeles Lakers er et professionelt basketballhold i den nordamerikanske NBA-liga.
Los Angeles Lakers er det et af de mest vindende hold i NBA med 17 mesterskaber, hvor tre kom i 2000, 2001 og 2002, med duoen Shaquille O'Neal og Kobe Bryant. Lakers vandt i 2009 og 2010 endnu to mesterskaber, her var det primært duoen med Kobe Bryant og Pau Gasol som var fremtrædende. Og sidst i år 2020 her var det ny anlagte duo med Lebron James og Anthony Davis i front.
Lakers har hjemmebane i Staples Center, hvor berømtheder som skuespilleren Jack Nicholson, der har sin egen plads mellem modstanderholdet og dommerbordet, er at finde blandt tilskuerne.
Da Jack Nicholson stadig var aktiv som skuespiller, havde han stående i sin kontrakt, at han altid skulle kunne se Lakers' hjemmekampe.

## Kendte spillere
- Kareem Abdul-Jabbar
- Elgin Baylor
- Kobe Bryant
- Wilt Chamberlain
- Vlade Divac
- Pau Gasol
- LeBron James
- Magic Johnson
- Steve Nash
- Shaquille O'Neal
- Jerry West
- James Worthy
- Anthony Davis

## Ekstern henvisning
- Los Angeles Lakers